# Fight Like a Brave
Fight Like a Brave är en låt av Red Hot Chili Peppers från deras album The Uplift Mofo Party Plan som släpptes 1987. Det är den första låten på albumet och har släppts som en singel. Låten handlar om att övervinna drogberoende. 
Enligt Anthony Kiedis egna memoarer "Scar Tissue" var hans drogberoende helt utom kontroll och han blev sparkad från bandet. Efteråt flög Anthony till sin mor i Michigan och gick på gruppmöten med andra drogberoende. Först tog han dem inte seriöst, men efter ett tag förstod han att personerna på mötet var precis som han och försökte hjälpa varandra. Några veckor senare ringde han basisten i bandet, Flea, och berättade om att han höll på att bli nykter. Flea bjöd då in honom att gå med i bandet igen eftersom Anthonys ersättare inte höll måttet. På planet hem skrev Anthony låten.
Låten finns med i spelet Tony Hawk's Pro Skater 3

## Fight Like a Brave singel
7" singel (1987)
1. "Fight Like a Brave (Album)"
2. "Fire (Tidigare ej släppt)"

12" singel (1987)
1. "Fight Like a Brave (Not Our Mix)"
2. "Fight Like a Brave (Boner Beats Mix)"
3. "Fight Like A Brave (Mofo Mix)"
4. "Fire (Tidigare ej släppt)"

12" version 2 (1987)
1. "Fight Like a Brave (Mofo Mix)"
2. "Fight Like a Brave (Knucklehead Mix)"
3. "Fire (Tidigare ej släppt)"

Artikeln är, helt eller delvis, en översättning av motsvarande arikel på en:wikipedia.